# Plethodon ouachitae
Espèce
Statut de conservation UICN

 NT  : Quasi menacé
Plethodon ouachitae est une espèce d'urodèles de la famille des Plethodontidae.

## Répartition
Cette espèce est endémique des États-Unis. Elle se rencontre dans les montagnes Ouachita dans les comtés de Polk et de Scott en Arkansas et dans les comtés de Le Flore et de Latimer en Oklahoma.

## Étymologie
Cette espèce est nommée en référence au lieu de sa découverte, les montagnes Ouachita.

## Publication originale
- Dunn & Heinze, 1933 : A new salamander from the Ouachita Mountains. Copeia, vol. 1933, p. 121-122.